# 예다
예다(1988년 ~, 168cm, 56kg)는 대한민국의 성인 영화 배우다.

## 영화
- 왕가슴vs왕가슴
- 에로배우 컬렉션-예다의 왕가슴
- 에로배우 컬렉션-예다의 몰래 카메라
- 경복궁 노출이야기
- G컵의 과외제자
- 거유글래머 가정부의 서비스
- 김일병, 나 임신했어
- 여의사의 치마속
- 그녀를 따먹어라-빵빵녀 아가씨
- 그녀를 따먹어라-오봉순이 수빈
- 예다의 복면강도
- 젖폭탄 새내기의 순결바치기
- 음란한 과외선생님
- 사탕보다 거기가 더 좋아
- 청담사거리 길거리헌팅녀
- 누님들 내가 빨아줄게
- 앞집자매와 야동놀이
- 꼬셔보니 친구여친
- 가정부의 목적 (2016)
- 정사 : 바람난 유뷰녀들 (2017)
- 야한여친 (2017)
- H컵 가슴 23살 여친
- 손만 대면 젖는 그녀
- 젖폭탄 성인 신고식
- 미소녀와 색정노인
- 페티시즘-욕실
- 페티시즘-엉덩이
- D컵의 반란
- 페티쉬매니아-왕가슴
- 페티쉬매니아-왕섹스 잘하는 내 여자친구
- 여성전용 페티쉬클럽-No 4 대딸방